# 튀르크어권 국가 기구

튀르크어권 국가 기구의 기

튀르크어권 국가 기구의 문장

회원국
참관국

튀르크어권 국가 기구(영어: Organization of Turkic States, 약칭 OTS, 아제르바이잔어: Türk Şurası, 카자흐어: Түркі кеңесі, 키르기스어: Түрк кеңеш, 튀르키예어: Türk Keneşi)는 튀르크어족에 속한 언어를 공용어로 사용하는 국가 간의 국제 기구이다. 사무총국은 튀르키예 이스탄불, 의회는 아제르바이잔 바쿠, 학회는 카자흐스탄 아스타나에 있다. 아제르바이잔어, 카자흐어, 키르기스어, 튀르키예어, 영어를 공용어로 사용한다.
2009년 10월 3일에 튀르크어족 국가들 간의 평의회로서 튀르크어족 국가 협력 평의회(영어: Cooperation Council of Turkic-Speaking States, 약칭 CCTS, 튀르키예어: Türk Dili Konuşan Ülkeler İşbirliği Konseyi)로 설립되었으며, 일반적으로 튀르크 평의회(영어: Turkic Council)로 불리었다. 2021년 11월 12일 열린 제8차 정상회의에서 기존의 평의회(Council) 대신 기구(Organization)로 조직 형태 개편이 결정되어 현재의 튀르크어권 국가 기구로서 새로이 발족했다.

## 역사
튀르크 평의회는 2009년 10월 3일 아제르바이잔, 카자흐스탄, 키르기스스탄 및 튀르키예 간에 체결된 나히체반 협약에 의해 설립되었다. 2012년에는 튀르크 평의회의 공식 기(旗)가 채택되었다. 2018년 4월 말, 우즈베키스탄은 튀르크 평의회에 가입하여 곧 비슈케크 정상회의에 참석할 것이라고 발표했다. 2019년 9월 14일에는 우즈베키스탄의 샤브카트 미르지요예프 대통령이 우즈베키스탄의 튀르크 평의회 가입을 의미하는 《튀르크어족 국가 협력 평의회 설립에 대한 나히체반 협정서 비준 동의안》에 서명했다고 우즈베키스탄 법무부가 발표했다.
2018년 말에는 헝가리가 참관국으로 참여했으며, 2021년 11월 12일 튀르키예 이스탄불에서 열린 제8차 정상회의에서 투르크메니스탄이 참관국으로 참여함과 함께 기존의 평의회(Council) 대신 기구(Organization)로 조직 형태 개편을 결정함으로써 현재의 튀르크어권 국가 기구로 새롭게 출범했다.

## 회원국
| 국가                 | 가입년도             | 인구 (2021) | 면적 (km2) | 명목 GDP (2021)    | 1인당 명목 GDP (2021) |
| -------------------- | -------------------- | ----------- | ---------- | ------------------ | --------------------- |
| 아제르바이잔         | 2009년 (창립 회원국) | 10,139,136  | 86,600     | $49.914 million    | $4,922                |
| 카자흐스탄           | 2009년 (창립 회원국) | 19,038,528  | 2,724,900  | $187.836 million   | $9,866                |
| 키르기스스탄         | 2009년 (창립 회원국) | 6,663,600   | 199,900    | $7.470 million     | $1,121                |
| 튀르키예             | 2009년 (창립 회원국) | 85,573,261  | 783,562    | $794.530 million   | $9,327                |
| 우즈베키스탄         | 2019년               | 35,202,467  | 447,400    | $61.203 million    | $1,738                |
| 튀르크어권 국가 기구 | 튀르크어권 국가 기구 | 156,616,392 | 4,242,362  | $1,100.953 million | $7,029                |

## 참관국 및 옵서버 기구
| 국가           | 참가년도 | 인구 (2018) | 면적 (km2) | 명목 GDP         | 1인당 명목 GDP (2021) |
| -------------- | -------- | ----------- | ---------- | ---------------- | --------------------- |
| 헝가리         | 2018년   | 9,707,499   | 93,030     | $176.543 million | $18,142               |
| 투르크메니스탄 | 2021년   | 5,850,901   | 491,210    | $54.218 million  | $8,862                |
| 북키프로스     | 2022년   | 382,836     | 3,355      | $4,234 million   | $14,648               |
| 경제 협력 기구 | 2023년   |             |            |                  |                       |

## 조직
튀르크어권 국가 기구는 다음과 같은 조직으로 구성되어 있다.
- 사무총국 (이스탄불)
  - 대통령 평의회 (이스탄불)
  - 외무장관 위원회 (이스탄불)
  - 사무차관 위원회 (이스탄불)
  - 현자 위원회 (이스탄불)
  - 의회 (TURKPA, 바쿠)
  - 튀르크어권 국가 기구 학회 (아스타나)
  - 튀르크 문화 국제 기구 (TÜRKSOY, 앙카라)

회원국의 대통령은 2년에 1번 정해진 튀르크어권 국가의 도시에서 정상 회의를 연다. 또한 각료, 종교학자의 회담은 정기적으로 열린다.